# Vibonati
Vibonati è un comune italiano di 3 212 abitanti della provincia di Salerno in Campania.

## Geografia fisica

### Territorio
Centro agricolo del golfo di Policastro, situato nell'entroterra a NW di Sapri, su uno sprone sottile ed allungato, la cui configurazione è ricalcata sulla struttura dell'abitato, compreso tra due valli tributarie del torrente Cacafava, presso la cui foce è Villammare. Vibonati si trova ai margini del parco nazionale del Cilento e Vallo di Diano a pochi chilometri dalla Basilicata e dalla Calabria.
Il centro del paese è arroccato ed è composto di un centro storico di origine medioevale. La frazione Villammare si estende sul mare ed è a forte vocazione turistica. Da segnalare la presenza nella frazione di una torre telegrafica risalente al periodo vicereale spagnolo.
- Classificazione sismica: zona 2 (sismicità media), Ordinanza PCM. 3274 del 20/03/2003.

## Storia
Chiamato in passato li Bonati, Libonati o semplicemente Bonati,
secondo storici locali, Vibonati sarebbe stata fondata da coloni romani e sarebbe così la Vibo ad Siccam di cui parla Cicerone. Altri studiosi ipotizzano una sua fondazione da parte di esuli fenici provenienti da Tiro, visto che una parte del paese è denominata Tirone. In realtà, però, la prima menzione del borgo risale al 1415, quando fu concesso a Masello conte di Ravello. Nel 1603 Carlo Caracciolo la vendette a Diego Simone, da cui passò a Francesco Pertinet, e Fabio di Bologna e a Francesco Galuppo. Al termine del periodo feudale era possesso di Teresa Caracciolo, principessa di Policastro. Vibonati fu al centro dei sanguinosi moti cilentani del 1848 e, il 3 settembre 1860, ospitò Giuseppe Garibaldi, come ricorda una lapide posta sulla facciata del palazzo De Nicolelis. Questo borgo ha sempre ricoperto un ruolo di rilevanza locale nel territorio del golfo di Policastro, in quanto fino all'immediato dopoguerra è stato sede del Real Ufficio del Registro, della Pretura e delle Carceri. Successivamente, con l'emigrazione di molti vibonatesi, tale importanza si è andata via via riducendosi.
Dal punto di vista amministrativo, durante il regno di Napoli, Vibonati, dal 1806 al 1811, fu capoluogo dell'omonimo distretto fino alla sua soppressione e, di seguito elevato a capoluogo di circondario (dipendente dal distretto di Sala) fino al 1860. Dall'unità d'Italia fino al 1924 fu capoluogo dell'omonimo mandamento (sostituito poi da Sapri fino alla soppressione del 1927) appartenente al circondario di Sala Consilina.

## Monumenti e luoghi d'interesse

### Architetture religiose

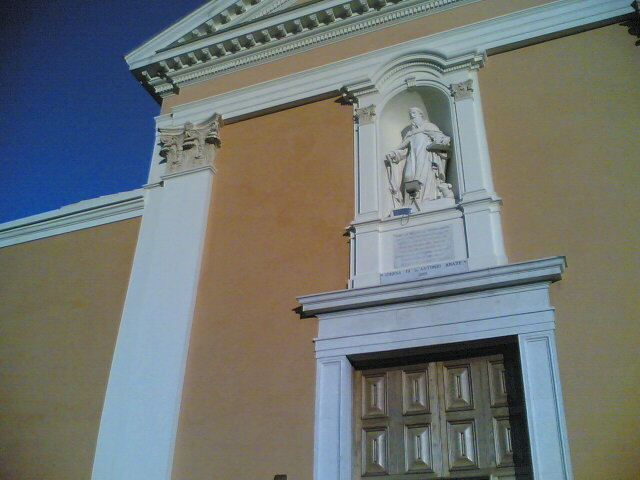
Santuario di Sant'Antonio abate

Di notevole valore artistico sono le chiese, in cui si osservano dipinti del XII e del XIII secolo. Le più importanti sono senza dubbio la chiesa di Sant'Antonio abate, santo patrono, e la chiesa della Santissima Annunziata, da poco restaurata. 
Il Santuario di Sant'Antonio Abate (XI secolo) fu edificato su una collina donata alla comunità dalla principessa Carafa di San Severo. La chiesa, originariamente in stile romanico, fu sempre di rito greco. Nel corso degli anni ha subito numerosi interventi di restauro. Il più antico di cui si ha memoria fu fatto nel 1580 sotto la guida del sacerdote Ludovico Bentivoglio. La chiesa fu ancora ristrutturata nel 1653 e fu riconsacrata nel 1728 dal vescovo De Robertis. Altri restauri seguirono poi nel XIX secolo e nella metà del secolo scorso, quando il campanile, in stile romanico, fu sostituito con quello attuale. La chiesa di Sant'Antonio abate ha perso così il suo caratteristico aspetto originario, assumendo lo stile di una chiesa barocca. La chiesa è costituita da 3 navate: una centrale ampia e due laterali di larghezza minore. Entrando sulla destra si ammira il fonte battesimale, scavato in un antico capitello corinzio, mentre in alto si trova un soppalco di legno dov'è collocato l'organo a canne risalente al Settecento. Nella seconda cappella della navata destra è collocato un dipinto a tempera su tavola, raffigurante la Vergine del Rosario tra i santi domenicani e i vincitori della battaglia di Lepanto, che commemora la partecipazione della comunità a tale vittoria. L'opera è attribuita alla scuola del pittore di origine fiamminga, Teodoro d'Errico. Sotto la volta della navata centrale si trova una pittura raffigurante il santo a cui la chiesa è dedicata, opera di un artista vibonatese, A. Giannini, che lo eseguì nel 1832. Collocata al di sopra dell'altare, la statua lignea a mezzo busto del santo patrono, eseguita nella seconda metà del Settecento, viene portata in processione il 17 gennaio per le strade del paese.

### Architetture civili
- Dal punto di vista artistico, Vibonati è denominato "il paese dei portali" per la grande quantità di portali, appunto, che si rincorrono tra le viuzze (ruve) del borgo.[senza fonte]

- Fontana di Piazza Nicotera: nota anche come Fontana del Ponte, è uno dei simboli più noti del borgo di Vibonati nonché principale punto di ritrovo della popolazione. Il monumento è stato progettato dall’Ingegnere Filadelfio Liguori e costruito nel 1904 e reca una scritta tratta dal De Legibus di Cicerone, "Salus Populi Suprema Lex".

### Architetture militari
- Delle mura che un tempo cingevano Vibonati non ci sono tracce se non per un torrino che si può ammirare in piazza Nicotera, e che ora è annesso alla chiesa della Santissima Trinità.

## Società

### Evoluzione demografica
Abitanti censiti

### Religione

#### Chiesa cattolica
La maggioranza della popolazione è di religione cristiana appartenenti principalmente alla Chiesa cattolica; il comune appartiene alla diocesi di Teggiano-Policastro, ed ha due parrocchie:
- Sant'Antonio Abate - Vibonati
- Maria Santissima di Portosalvo - Villammare

Il culto dei santi, soprattutto quello di Sant'Antonio Abate, è molto radicato tra la popolazione. I festeggiamenti del santo patrono, che si svolgono dall'8 al 17 gennaio richiamano centinaia di emigrati vibonatesi e fedeli da tutto il golfo di Policastro. Sono, inoltre, presenti due confraternite: l'arciconfraternita della Santissima Trinità, la cui fondazione risale al 1400, e la confraternita dei discepoli di Sant'Antonio Abate istituita alla fine del XX secolo. In occasione del giubileo antoniano, la parrocchia di Vibonati ha ospitato dal 22 al 28 gennaio 2007 le sacre reliquie di Sant'Antonio con una partecipazione di fedeli da tutto il sud Italia. In questo periodo la Penitenzieria Apostolica ha accordato ai pellegrini l'indulgenza plenaria. Il 16 gennaio 2010 la chiesa di sant'Antonio abate è stata elevata a santuario diocesano alla presenza del vescovo della diocesi, Angelo Spinillo, e del cardinale José Saraiva Martins.

#### Chiesa evangelica
L'altra confessione cristiana presente è quella evangelica, con una chiesa presso il confine con Sapri, in località Fortino.

## Infrastrutture e trasporti

### Principali arterie stradali
- Strada statale 18 Tirrena Inferiore.
- Strada provinciale 16 Innesto Statale Bussentina-Caselle in Pittari-Casaletto Spartano-Torraca-Sapri.
- Strada provinciale 54/b Rio Casaletto-Vibonati-Innesto SS 18 (Villammare).

## Amministrazione

### Altre informazioni amministrative
Le competenze in materia di difesa del suolo sono delegate dalla Campania all'Autorità di bacino regionale Sinistra Sele.